# Abisynia (Drawsko)
Abisynia – część wsi Drawsko w Polsce, położona w województwie wielkopolskim, w powiecie czarnkowsko-trzcianeckim, w gminie Drawsko.
W latach 1975–1998 Abisynia administracyjnie należała do województwa pilskiego.